# Коннолли, Джон (регбист)
Джон Коннолли (англ. John Connolly, родился 26 июня 1951 года в Брисбене) — австралийский регбист и регбийный тренер, работавший в 2006—2007 годах на посту главного тренера сборной Австралии. Известен под прозвищем «Кастет» (англ. Knuckles), поскольку работал вышибалой в ночном клубе в Дарвине.

## Биография
Коннолли выступал на позиции отыгрывающего, играл в клубе «Бразерс Олд Бойз» из Брисбена. В 1980—1982 годах — играющий тренер регбийного клуба города Дарвин. Тренерскую карьеру начал в 1983 году в «Бразерс Олд Бойз», работая тренером резервной команды, и помог команде дважды выиграть чемпионат Квинсленда. В дальнейшем работал тренером молодёжных составов команды «Квинсленд Редс», в 1989 году принял основную команду. Под руководством Коннолли клуб «Квинсленд Редс» выиграл чемпионат Супер 6 в 1992 году и чемпионат Супер 10 в 1994 и 1995 годах; в 1991 году был тренером-селекционером сборной Австралии.
В 1996 году был учреждён чемпионат Супер 12, позже ставший известный под именем Супер Регби. Коннолли продолжил работу с клубом в новом турнире, выиграв регулярное первенство в 1996 году, но выбыв в полуфинале. В 1998 и 1999 годах он выиграл титул тренера года, а в 1999 году «Редс» снова выиграли регулярное первенство. В 2000 году Коннолли уехал работать в клуб «Стад Франсе», с которым выиграл сезон чемпионата Франции 1999/2000 и дошёл до финала Кубка Хейнекен. Позже он работал с валлийским «Суонси» и английским «Батом», выйдя в финал чемпионата Англии 2003/2004 и проиграв в финале «Лондон Уоспс» (в самом регулярном первенстве победил «Бат»). В сезоне 2004/2005 клуб вышел в финал Англо-валлийского кубка и проиграл «Лидс Тайкс».
С февраля 2006 года Коннолли тренировал сборную Австралии. Под его руководством в первом же тест-матче сборная Австралии нанесла поражение англичанам, игравшим серию из двух тест-матчей. В Кубке трёх наций 2006 года австралийцы стали вторыми. На чемпионате мира 2007 года сборная Австралии вылетела в четвертьфинале, проиграв тем же англичанам, и Коннолли ушёл в отставку.
В марте 2011 года Коннолли принял участие в парламентских выборах 2012 года в Квинсленде, баллотируясь в избирательном округе Никлин от Либеральной национальной партии Квинсленда, но проиграл независимому кандидату Питеру Уэллингтону, несмотря на поддержку избирателей.